# Monika Zajkowa
Monika Zajkowa (mac. Моника Зајкова; ur. 21 lutego 1991 w Skopje) – północnomacedońska polityczka. Od 2020 roku deputowana Zgromadzenia Republiki Macedonii Północnej.

## Życiorys

### Młodość, edukacja i kariera zawodowa
Zajkowa urodziła się 21 lutego 1991 w Skopje. Ukończyła studia z dyplomem z prawa na American University of Europe - FON.

### Działalność polityczna
W 2011 roku dołączyła do młodzieżówki Partia Liberalno-Demokratyczna (LDP). 6 lat później została jej przewodniczącą. Była zaangażowana w kampanie wyborcze w czasie wyborów parlamentarnych w Macedonii w 2008 roku, w 2011 roku, w 2014 roku oraz w 2016 roku. Pracowała jako doradczyni grupy parlamentarnej oraz jako szefowa gabinetu ministra ds. samorządów w kadencji 2016–2020.
Z powodzeniem wystartowała w wyborach parlamentarnych w Macedonii Północnej w 2020 roku z ramienia LDP. W Zgromadzeniu Republiki Macedonii Północnej została najmłodszą kobietą, drugą najmłodszą parlamentarzystką oraz jedną z dwóch przedstawicielek swojej partii. Zasiadła w Komisji do spraw europejskich, Komisji do spraw zagranicznych oraz Komisji ds. równych szans kobiet i mężczyzn.

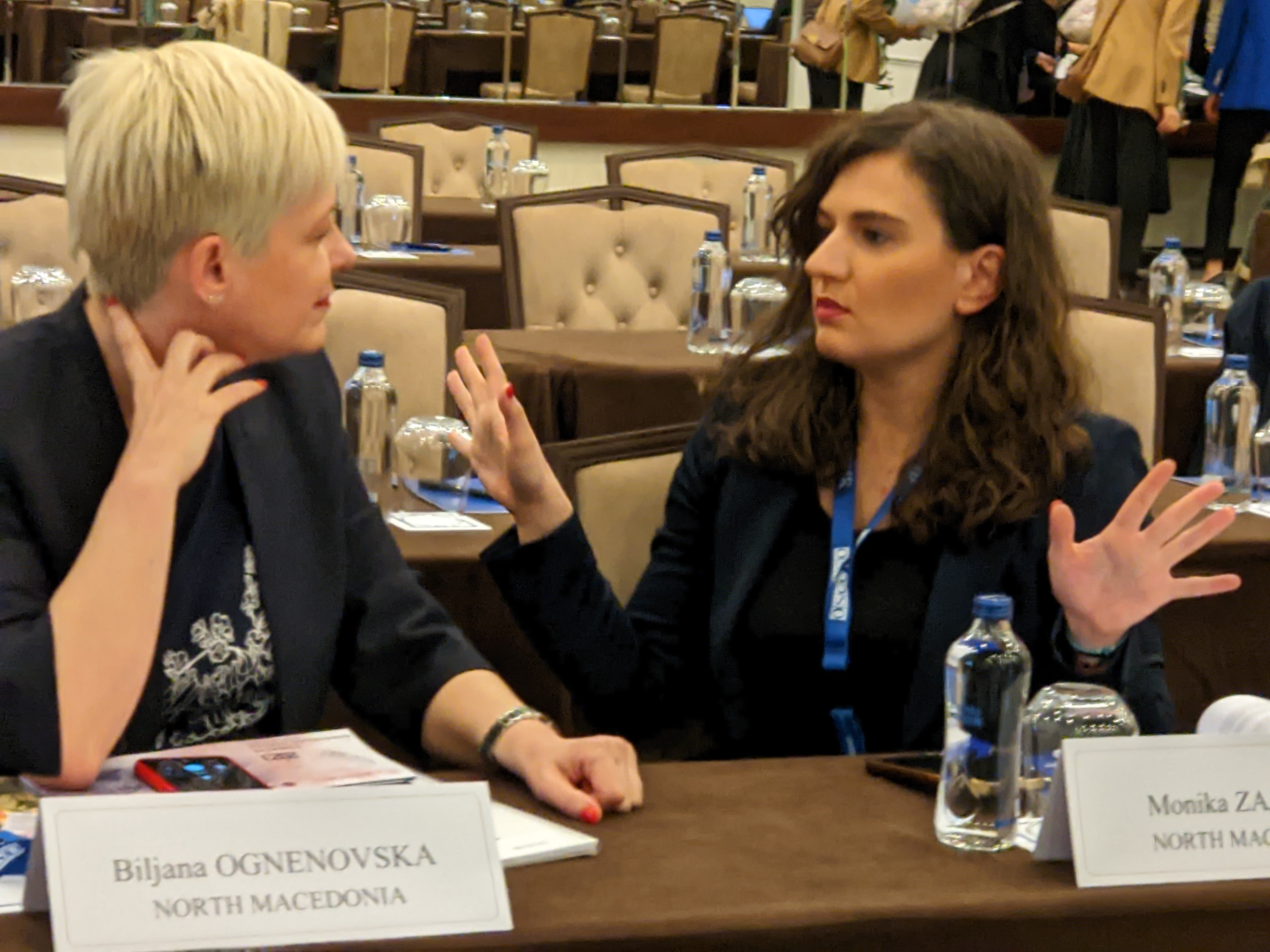
Monika Zajkowa (z prawej) w 2023 roku

Uzyskała reelekcję w wyborach w 2024 roku. Zasiadła w Krajowej Radzie ds. Integracji Europejskiej oraz Komisji ds. równych szans kobiet i mężczyzn.
20 listopada 2022 została wybrana przewodniczącą LDP; w wyborach podczas 8. kongresu partii startowała jako jedyna kandydatka. Została najmłodszą szefową partii w Macedonii Północnej oraz pierwszą kobietą na stanowisku przewodniczącej LDP. 12 września 2024 Sekretarz Generalny LDP Bobi Mojsoski ogłosił jej nominację na wiceprzewodniczącą Partii Porozumienia Liberałów i Demokratów na rzecz Europy.
Pełni funkcję przewodniczącej delegacji Zgromadzenia Republiki Macedonii Północnej do Zgromadzenia Parlamentarnego Organizacji Bezpieczeństwa i Współpracy w Europie.

### Pozostała działalność
Pełni funkcję wiceprzewodniczącej Liberal International.